# Ruschia beaufortensis
Ruschia beaufortensis är en isörtsväxtart som beskrevs av L. Bol. Ruschia beaufortensis ingår i släktet Ruschia och familjen isörtsväxter. Inga underarter finns listade i Catalogue of Life.